# Sutton (Selby)
Sutton – przysiółek w Anglii, w North Yorkshire, w dystrykcie (unitary authority) North Yorkshire, w civil parish Byram cum Sutton. Leży 14 km od miasta Selby, 28,6 km od miasta York i 258 km od Londynu. W 1881 roku civil parish liczyła 39 mieszkańców.